# Tradescantia petricola
Tradescantia petricola är en himmelsblomsväxtart som beskrevs av Jason Randall Grant. 
Tradescantia petricola ingår i släktet båtblommor och familjen himmelsblomsväxter. Inga underarter finns listade.